# Ivo Cipci
Ivo Cipci   (Split, 25 d'abril de 1933) va ser un waterpolista croat que va competir sota bandera iugoslava durant la dècada de 1950.
El 1956 va prendre part en els Jocs Olímpics de Melbourne, on guanyà la medalla de plata en la competició de waterpolo. Quatre anys més tard va ser convocat per disputar els Jocs de Roma, però no va disputar cap minut del campionat. En el seu palmarès també destaca una medalla de plata al Campionat d'Europa de waterpolo de 1958 i la medalla d'or als Jocs del Mediterrani de 1959.
El 1954, 1957 i 1961 guanyà la lliga iugoslava amb el VK Jadran. Posteriorment ocupà diversos càrrecs directius en aquest equip.